# NGC 2113
NGC 2113 est amas ouvert associé à une nébuleuse en émission situé dans la constellation de la Dorade. NGC 2113 a été découvert par l'astronome britannique John Herschel en 1834. 